# Aero L-60 Brigadýr
Aero L-60 Brigadýr — малый самолёт укороченного взлёта и посадки производства ЧССР. В 1951 году в Чехословакии был объявлен конкурс на новый тип самолета, который заменит устаревшую машину Fieseler Fi 156 Storch. Его выиграл проект с двигателем Argus As 10C. Прототип под названием XL-60 совершил первый полет на 24 декабря 1953 года. Самолет имел проблемы с двигателем, поэтому он был полностью переработан и второй улучшенный прототип с двигателем М-208B выполнил свой первый полёт 8 июня 1954 года. Хотя некоторые недостатки сохранялись, было принято решение о массовом производстве. Военный прототип поднялся в воздух 28 июня 1955. На нём был установлен пулемет MG-15 и два бомбодержателя. В общей сложности было построено 273 самолета всех версий.

## Модификации
- XL-60/01, 02, 03 — опытные.
- L-60A — армейский вариант. Был испытан и сдан в 1956 году.
- L-60B — сельскохозяйственный. Был разработан для сельского хозяйства, имел бак для химикатов, дозатор и средства для их распыления. Мог также использоваться как пассажирский.
- L-60C — спортивная версия для аэроклубов, с возможностью переоборудования в санитарный
- L-60D — буксировщик планеров, оборудованный 60-метровой лебёдкой.
- L-60E — санитарно-десантный.
- L-60F — армейский самолет связи, с возможностью переоборудования в туристический.
- L-60S — модернизированная на польском государственном авиазаводе версия с двигателем АИ-14.
- L-60SF — версия с радиально-поршневым двигателем М-462RF.
- L-160, L-260, L-360 — нереализованные экспериментальные версии.

## Операторы
- Аргентина
- Австрия
- Болгария
- Венгрия
- ГДР
- Египет
- Китай
- Куба
- Польша
- Румыния
- Сирия
- СССР
- Чехословакия
- Швейцария
- Шри-Ланка
- Югославия

## Лётно-технические характеристики
Технические характеристики
- Экипаж: 1 чел.
- Пассажировместимость: 3 чел.
- Длина: 8,54 м
- Размах крыла: 13,96 м
- Высота: 2,70 м
- Площадь крыла: 24,30 м
- Масса снаряжённого: 995 кг
- Максимальная взлётная масса: 1415 кг
- Силовая установка: 1 × ПД Praga Doris M 208 B
- Мощность двигателей: 1 × 220 л. с.

Лётные характеристики
- Максимальная скорость: 193 км/ч
- Крейсерская скорость: 175 км/ч
- Практическая дальность: 900 км
- Практический потолок: 4500 м